# Leśna (obwód grodzieński)
Leśna, Wólka Rządowa (biał. Лясная, Lasnaja; ros. Лесная, Lesnaja) – wieś na Białorusi, w obwodzie grodzieńskim, w rejonie grodzieńskim, w sielsowiecie Sopoćkinie, przy granicy z Polską, nad Kanałem Augustowskim.
W dwudziestoleciu międzywojennym wieś leżała w Polsce, w województwie białostockim, w powiecie augustowskim.
We wsi znajduje się grób Władysława Siedo, żołnierza polskiego poległego 22 września 1939 r. w walce z Sowietami.